# Cyrill Schäfer
Cyrill Schäfer OSB (* 1966 in Freiburg im Breisgau, Deutschland als Christoph Schäfer) ist ein deutscher Missionsbenediktiner und Ordenspriester der Erzabtei Sankt Ottilien sowie Kirchenhistoriker. 

## Leben
Schäfer studierte Germanistik, Geschichte und Rechtswissenschaft und promovierte 1991 an der Albert-Ludwigs-Universität Freiburg mit einer Studie zur süddeutschen Publizistik über religiöse Toleranz von 1648 bis 1819. Nach einer weiteren Dissertation in Freiburg zum Simultaneum trat er 1995 in die Erzabtei Sankt Ottilien ein, wo er den Ordensnamen Cyrill erhielt. Von 1997 bis 2000 absolvierte er seine theologischen Studien am Päpstlichen Athenaeum Sant’Anselmo in Rom. 2001 empfing Schäfer die Priesterweihe.
Schäfers Forschungsschwerpunkte umfassen die benediktinische Ordensgeschichte sowie außereuropäisches benediktinisches Leben.
Er leitet den EOS-Verlag der Erzabtei Sankt Ottilien und das Informationszentrum des Displaced Person Hospital Sankt Ottilien, das von 1945 bis 1948 Überlebende des Holocaust beherbergte.

## Veröffentlichungen (Auswahl)
- Stella Maris. Größe und Grenzen des ersten Erzabtes von St. Ottilien P. Norbert Weber OSB 1870–1956. EOS-Verlag, St. Ottilien 2005, ISBN 978-3-8306-7223-4.
- als Herausgeber: Solesmes und Beuron. Briefe und Dokumente 1862–1914 (= Studien zur monastischen Kultur. Band 6). EOS-Verlag, St. Ottilien 2013, ISBN 978-3-8306-7616-4.
- Monastische Reform und Mission. In: Erbe und Auftrag. Band 92, Nr. 3, 2016, ISSN 0013-9963, S. 315–324.